# هنري جونز
هنري جونز (بالإنجليزية: Henry Jones)‏ (و. – 1792 م) هو سياسي، من المملكة المتحدة.

## مناصب
تولى منصب عضو مجلس الشعب في برلمان بريطانيا العظمى (28 نوفمبر 1780–1784).